# Риу-Креспу
Риу-Креспу (порт. Rio Crespo)  —  муниципалитет в Бразилии, входит в штат Рондония. Составная часть мезорегиона Восток штата Рондония. Входит в экономико-статистический  микрорегион Арикемис. Население составляет 3 316 человек на 2010 год. Занимает площадь 1 717,64 км². Плотность населения — 1,93 чел./км².

## Демография
Согласно сведениям, собранным в ходе переписи 2010 г. Национальным институтом географии и статистики (IBGE), население муниципалитета составляет:
| Полное население                               | Полное население                               | Полное население                               | Полное население                               | 3 316 |
| ---------------------------------------------- | ---------------------------------------------- | ---------------------------------------------- | ---------------------------------------------- | ----- |
| в том числе:                                   | Городское население                            | 1 064                                          | Процент городского населения, %                | 32,09 |
|                                                | Сельское население                             | 2 252                                          | Процент сельского населения, %                 | 67,91 |
|                                                | Мужское население                              | 1 767                                          | Процент мужского населения, %                  | 53,29 |
|                                                | Женское население                              | 1 549                                          | Процент женского населения, %                  | 46,71 |
| Плотность населения, чел/км²                   | Плотность населения, чел/км²                   | Плотность населения, чел/км²                   | Плотность населения, чел/км²                   | 1,93  |
| Население муниципалитета в % к населению штата | Население муниципалитета в % к населению штата | Население муниципалитета в % к населению штата | Население муниципалитета в % к населению штата | 0,21  |

По данным оценки 2015 года население муниципалитета составляет 3 750 жителей.

## Статистика
- Валовой внутренний продукт на 2004 составляет 19.271.000,00 реалов (данные: Бразильский институт географии и статистики).
- Валовой внутренний продукт на душу населения на 2004 составляет 5.350,00 реалов (данные: Бразильский институт географии и статистики).
- Индекс развития человеческого потенциала на 2000 составляет 0,712 (данные: Программа развития ООН).

## География
Климат местности: экваториальный. В соответствии с классификацией Кёппена, климат относится к категории Am.

## Важнейшие населенные пункты
| № | Населённый пункт | Населённый пункт (порт.) | Категория | Население чел. (2010) | На карте                       |
| - | ---------------- | ------------------------ | --------- | --------------------- | ------------------------------ |
| 1 | Риу-Креспу       | Rio Crespo               | город     | 1064                  | 9°42′18″ ю. ш. 62°53′59″ з. д. |